# نومانسيا
نادي نومانسيا شورية الرياضي (بالإسبانية: .Club Deportivo Numancia de Soria, S.A.D)‏ نادي كرة قدم إسباني من مدينة شورية يلعب في دوري الدرجة الثانية . تم تأسيس النادي في سنة 1945.